# هرمانية جونستونية
هرمانية جونستونية (الاسم العلمي:Hermannia johnstonii) هي نوع من النباتات تتبع جنس الهرمانية من الفصيلة الخلنجية.